# Coux (Ardèche)
Coux település Franciaországban, Ardèche megyében. Lakosainak száma 1664 fő (2022. január 1.). Coux Alissas, Chomérac, Flaviac, Lyas és Privas községekkel határos.

## Népesség
A település népességének változása:
| Lakosok száma | 806  | 1418 | 1501 | 1568 | 1669 | 1641 | 1642 | 1662 | 1659 | 1664 |
|               | 1968 | 1982 | 1990 | 2006 | 2013 | 2015 | 2017 | 2019 | 2020 | 2022 |